# حسن الطالعي
حسن الطالعي إعلامي سعودي، من مواليد مدينة تبوك السعودية العام 1966م، عمل في التدريس تخصص لغة عربيه لمدة 14 عامآ، ثم ما لبث أن تركه بعد أن دخل المجال الإعلامي من خلال قنوات art السعودية وذلك في العام 1997م حيث بدأ عمله في قسم الإعداد بمركز إنتاج جدة تحت إدارة د عبد العزيز النهاري مدير المركز آنذاك والذي طلب حينها من حسن الطالعي أن يقوم بإعداد وتقديم إحدى حلقات برنامج المجلة الاقتصاديه، وبعد نجاحه في تلك الحلقة بدأ حسن الطالعي بالتركيز على العمل كمذيع على الشاشة، في العام 1999م شارك حسن الطالعي في إعداد وتقديم خيمة الجنادريه على الهواء مباشرة لمدة 14 يومآ بمعدل 12 ساعة يوميآ أثناء الاحتفالات بالمئوية السعودية من الرياض بصحبة العديد من المذيعين أمثال مساعد الخميس ومحمد الجعبري ومنى الشاذلي ومها سلمى ورانيا السبع.

## مسيرته
عمل حسن الطالعي بعد ذلك في جميع قنوات art بإستثناء قناة الأفلام وقدم العديد من البرامج والتقارير والتغطيات منها المباشر والمسجل التي صقلت موهبته بشكل جعل مسؤولي art يعتمدون عليه بشكل قوي نظرآ لما يتميز به من جرأه وثقافه وثقه أمام الكاميرا جعلت منه مدربآ للعديد من منسوبي قسم الإعلام بجامعة الملك عبد العزيز وغيرهم ممن فضلوا الالتحاق بالمجال الإعلامي .
خلال فترة تواجده بمركز إنتاج art بجده تولى حسن الطالعي مسمى مدير إنتاج بالمركز لمدة عامين متتاليين أشرف خلالها كمدير إنتاج على العديد من البرامج لمختلف قنوات شبكة art السعودية .
في العام 2003م انتقل عمل حسن الطالعي كمذيع ومراسل لقنوات الرياضة في شبكة art حتى العام 2004م ومع مطلع العام 2005م قدم حسن الطالعي استقالته من شبكة قنوات art لينتقل بعدها للعمل كمراسل رياضي متعاون لصالح قناة العربية حيث عمل ذلك العام كمراسل رياضي حتى مطلع العام 2006 م عندما وقع عقدآ رسميآ مع قناة العربية كمراسل ( سياسي اجتماعي اقتصادي ) ومنذ ذلك العام وحتى الآن يمارس حسن الطالعي ظهوره عبر شاشة قناة العربية والتي معها قدم العديد من التقارير والتغطيات المباشرة والمسجلة ورافق كمراسل تلفزيوني مسؤولوا الدولة في العديد من الزيارات الرسمية لدول عربيه وأوروبيه مختلفه ,
قاد حسن الطالعي كرئيس لبعثة قناة العربية لتغطية موسم الحج لعامين متتاليين وكذلك العديد من المناسبات داخل السعودية، وحقق من خلالها حضورآ وصف من قبل مسؤولي القناة بالرائع والجاد ,
لحسن الطالعي مشاركات مختلفه ككاتب درامي في أعمال تلفزيونيه من خلال شركة الصدف للإنتاج التلفزيوني والتي يملكها الممثل السعودي حسن عسيري حيث كتب السيناريوا والحوار لمجموعة من الأعمال الدراميه مثل : مسلسل عائليات، مسلسل عائله خاصة جدآ، مسلسل آخر المشوار، مسلسل حكايه على جدران الزمن، مسلسل عندها يكون للحب ثمن .
شارك حسن الطالعي كممثل في بداياته في عملين فقط هما : عائليات و مسلسل عائله خاصة جدآ، إلا أنه توقف عندهما لاعترافه أنه ليس بمجاله حتى يستمر .